# Gerhard Wolfgang Lüdtke
Gerhard Wolfgang Lüdtke (* 12. März 1917 in Straßburg; † 8. Januar 1944 in Italien) war ein deutscher Reiseschriftsteller.

## Leben
Lüdtke wurde als jüngster Sohn des Verlagsbuchhändlers Gerhard Lüdtke und dessen Ehefrau Anna, geb. Offer, geboren. Sein Vater war zu jener Zeit als Prokurist im Verlag Karl J. Trübner in Straßburg tätig. Zur Familie gehörte der 1911 ebenfalls in Straßburg geborene Bruder Carl Heinrich Lüdtke. Nach Beendigung des Ersten Weltkrieges verließ die Familie Elsaß-Lothringen und zog in einen heutigen Ortsteil von Berlin. Er wuchs in Schmargendorf auf und erhielt dort eine höhere Schulausbildung bis zum Abitur am Heinrich-von-Kleist-Realgymnasium. Im März 1938 besuchte er Italien und die Schweiz, nachdem er zuvor hauptsächlich mit dem Fahrrad Frankreich bis zur Riviera durchquerte. In Genf belegte er ein Semester im Studienfach Geographie.
Sein erstes Buch schrieb Lüdtke im Wesentlichen nach seinen Aufzeichnungen der Erlebnisse während eines Aufenthalts als Austauschstudent in den USA in den Jahren 1939 und 1940. Nach zwei amerikanischen Studiensemestern hatte er sich „quer durch den Kontinent nach Kalifornien“ begeben. Die Rückreise Lüdtkes nach Deutschland erfolgte trotz des Zweiten Weltkrieges über Japan und das heutige Russland. Danach wurde er zum Heer eingezogen. Als Soldat wurde er unter anderem in Griechenland und Italien eingesetzt und in der Wehrmacht zum Kraftfahrer ausgebildet.
Sein Vater hatte die Hoffnung auf eine künftige Mitarbeit seines Sohnes im Verlag Walter de Gruyter & Co. gesetzt, wo er als Verlagsdirektor wirkte. Jedoch fiel Gerhard Wolfgang Lüdtke im Januar 1944 in Italien.

## Veröffentlichungen
- ... und Wagen rollen vorbei. Quer durch Amerika. Friederichsen / de Gruyter, Hamburg 1941; Reprint: de Gruyter, Berlin/Boston 2020, ISBN 978-3-11-112770-5, OCLC 1050678393.
- Irgendwer, irgendwie, irgendwo in der weiten Welt. Friederichsen / de Gruyter, Hamburg 1943; Reprint: de Gruyter, Berlin/Boston 2021, ISBN 978-3-11-239709-1.